# 水戸かな
水戸 かな（みと かな、1984年11月1日-)は、日本のAV女優。

## 略歴
2017年11月、マドンナの専属女優としてAVデビュー。
2019年5月17日、バンビプロモーションから系列のBstar所属となったことを報告。
2021年8月発表「読者300人が選んだFLASH 2021セクシー女優ランキング」読者投票69位。
2021年11月21日より浅草ロック座に出演することを自身のYoutube配信にて発表。
2024年3月4日週FANZA動画フロアランキングにおいて、2023年8月発売の『こんにちは水戸です。 私の総集編見ていかないですか? 4枚組16時間 Madonna専属BEST 水戸かな』がウィークリー9位にランクイン。なお、この時点でマドンナ最長専属女優となった。
2024年8月発売『月刊FANZA』同年10月号で発表された、FANZA2024年上半期女優ランキングで13位にランクインした。
2025年2月17日週FANZA通販フロアランキングにて出演作『マドンナALL専属バスツアー2025 ハーレムを掴み取った男たちが極上の美女を独占!! 酒池肉林のお祭りはまだまだ続く!! 夢の大共演＆大乱交FESTIVAL!! 後編』が初登場8位となる。

## 人物
趣味はゴルフ、特技はダンス。
初体験は高校1年の時で、オナニーは10代後半から始めた。
AV女優となった動機は、知人がAVの話をしているのを聞いているうちに出てみようかなと思ったから。デビュー以前はダンスのインストラクターをしていた。

## 作品

### アダルトDVD / BD
| 発売日  | タイトル                                                                        | 規格品番 | 規格品番 | メーカー | 備考       |
| 発売日  | タイトル                                                                        | DVD      | BD       | メーカー | 備考       |
| ------- | ------------------------------------------------------------------------------- | -------- | -------- | -------- | ---------- |
| 11月1日 | Madonna超大型専属 新人 水戸かな 32歳 AV Debut!!                                 | JUY-285  |          | マドンナ | デビュー作 |
| 12月7日 | 次世代人妻 Madonna超大型専属 第2弾!! 夫を忘れるほど無我夢中で舌を絡める接吻性交 | JUY-316  |          | マドンナ |            |

| 発売日   | タイトル | 規格品番 | 規格品番 | メーカー | 備考 |
| 発売日   | タイトル | DVD      | BD       | メーカー | 備考 |
| -------- | --- | -------- | -------- | -------- | ---- |
| 1月1日   | 夫は知らない 〜私の淫らな欲望と秘密～                                                                       | JUY-348  |          | マドンナ |      |
| 2月7日   | 引っ越しのバイト先で出会った浮きブラ奥さん                                                                  | JUY-378  |          | マドンナ |      |
| 3月7日   | 夫の上司に犯され続けて7日目、私は理性を失った…。                                                            | JUY-410  |          | マドンナ |      |
| 4月7日   | 超大型専属・水戸かなシリーズ初登場!! ずっと見つめ合う性交                                                   | JUY-438  |          | マドンナ |      |
| 4月25日  | 一度だけの過ちに溺れて… 〜年の差偏愛性交〜                                                                  | JUY-466  |          | マドンナ |      |
| 5月25日  | 美人妻 秘密の副業 大衆ソープでこっそり働く隣の奥さん                                                        | JUY-500  |          | マドンナ |      |
| 6月25日  | 羞恥に濡れた、ランジェリー。 -特別編-                                                                       | JUY-527  |          | マドンナ |      |
| 7月25日  | マドンナ超大型専属 遂に解禁!! 夫以外と初めての中出し                                                        | JUY-554  |          | マドンナ |      |
| 8月25日  | マドンナ15周年記念大作 第1弾!! 大型専属W初共演!! 逆3Pハーレム同窓会 水戸かな 遥あやね                       | JUY-581  |          | マドンナ |      |
| 9月25日  | 密着セックス 〜深夜残業、警備員と孤独な人妻の不貞関係〜                                                     | JUY-618  |          | マドンナ |      |
| 10月25日 | デビュー1周年記念作品!! 人生初の黒人解禁!! 黒人に溺れた人妻 －夫の友人(マイケル)が泊りに来て…。－           | JUY-648  |          | マドンナ |      |
| 11月25日 | 暴風雨 憧れの不動産レディと二人だけの夜                                                                     | JUY-676  |          | マドンナ |      |
| 12月25日 | マドンナ15周年記念超大作!! ジャンボドリーム大共演!! 100億を拾った男と10人の美熟女 人生逆転 ハーレム豪遊生活 | JUY-703  |          | マドンナ |      |

| 発売日   | タイトル | 規格品番 | 規格品番 | メーカー     | 備考                                     |
| 発売日   | タイトル | DVD      | BD       | メーカー     | 備考                                     |
| -------- | --- | -------- | -------- | ------------ | ---------------------------------------- |
| 1月25日  | 僕の乳首を常に責めまくり、勃起させながら笑みを浮かべる人妻                                                                            | JUY-732  |          | マドンナ     |                                          |
| 2月1日   | 栄光からの転落… 100億の負債を背負った僕に降りかかった悲劇 〜10人の美熟女に犬として調教され続ける日々…。〜                             | AVOP-464 |          | マドンナ     | AV OPEN 2018 人妻・熟女部門2位獲得作品。 |
| 2月25日  | 母の友人 水戸かな | JUY-765  |          | マドンナ     |                                          |
| 3月25日  | 出張先のビジネスホテルでずっと憧れていた 女上司とまさかまさかの相部屋宿泊                                                             | JUY-794  |          | マドンナ     |                                          |
| 4月25日  | ドM一家の嫁 | JUY-823  |          | マドンナ     |                                          |
| 5月25日  | 人妻囮捜査痴漢電車 〜堕ちた悦びに濡れる肉体〜                                                                                         | JUY-856  |          | マドンナ     |                                          |
| 6月25日  | 転職先の女上司に勤務中ずっと弄ばれ続けている新人の僕                                                                                  | JUY-881  |          | マドンナ     |                                          |
| 7月25日  | 水戸かな初本格NTR作品!! 交換夫婦NTR 寝室の窓から目撃した妻と友人の衝撃的浮気映像                                                      | JUY-914  |          | マドンナ     |                                          |
| 8月25日  | 専属・水戸かな『輪姦』!! 中出し串刺し性交 寝取らせ夫が妻を他人に輪姦させる!!                                                          | JUY-947  |          | マドンナ     |                                          |
| 9月7日   | あなた、許して…。隣人の淫欲 3 | ADN-223  |          | アタッカーズ |                                          |
| 9月25日  | 完全無欠 水戸かな The First Best 4枚組 16時間 奇跡のような透明感。 マドンナが贈る次世代人妻、待望の初総集編!!                         | JUSD-846 |          | マドンナ     | 単体ベスト                               |
| 10月7日  | 人妻、恥辱のインターン ～内定をエサに弄ぶ、言いなりセクハラ研修～                                                                     | JUL-001  |          | マドンナ     |                                          |
| 11月7日  | 地元へ帰省した三日間、人妻になっていた幼馴染のお姉さんと 時を忘れて愛し合った記録―。                                                  | JUL-025  |          | マドンナ     |                                          |
| 12月7日  | 水戸かなデビュー2周年記念 あのハードファック作品を再び実写化!! 原作・華フック 母親失格 ～私と息子の寝取られメス豚復讐劇～             | URE-053  | 9URE-053 | マドンナ     |                                          |
| 12月25日 | PRECIOUS MADONNA トリプル専属ゴージャス初共演!! プレシャスな美熟女たちが奪い合う!! 3対1ハーレム遊宴190分!! 水戸かな 北条麻妃 妃ひかり | JUL-071  | 9JUL-071 | マドンナ     |                                          |

| 発売日  | タイトル | 規格品番 | 規格品番  | メーカー | 備考       |
| 発売日  | タイトル | DVD      | BD        | メーカー | 備考       |
| ------- | --- | -------- | --------- | -------- | ---------- |
| 1月7日  | 『また僕のポストに、奥さん宛の郵便物が届いていました…。』 偶然を装い誘う人妻                                             | JUL-094  |           | マドンナ |            |
| 2月7日  | NGR ―ナガサレ― 義兄に犯●れ初めての絶頂を知った嫁                                                                         | JUL-124  |           | マドンナ |            |
| 3月7日  | 妻には口が裂けても言えません、義母さんを 孕ませてしまったなんて… -1泊2日の温泉旅行で、 我を忘れて中出ししまくった僕。-   | JUL-158  |           | マドンナ |            |
| 4月7日  | PREMIUM専属 山岸逢花 × Madonnna専属 水戸かな 初コラボ!! W交換夫婦NTR ［監督］ながえが魅せる超大作寝取られドラマ!!        | JUL-179  |           | マドンナ |            |
| 4月7日  | 出張最終日に憧れの女上司2人とまさかの相部屋。(旅館) W専属痴女に挟まれて朝まで杭打ち中出しされたボク…。 山岸逢花 水戸かな | PRED-226 | 9PRED-226 | PREMIUM  |            |
| 5月7日  | 四六時中、娘婿のデカチ○ポが欲しくて堪らない 義母の誘い                                                                   | JUL-212  |           | マドンナ |            |
| 6月7日  | 永遠に終わらない、中出し輪姦の日々。                                                                                     | JUL-244  |           | マドンナ |            |
| 7月7日  | 焦らして… 焦らして… 焦らして… 焦らして…、 最も濡れた瞬間に挿入する愛液グチョグチョ不倫性交。                             | JUL-275  |           | マドンナ |            |
| 9月7日  | 卒業式の後に… 大人になった君へ義母からの贈り物―。                                                                        | JUL-306  |           | マドンナ |            |
| 9月25日 | 水戸かな The Perfect Best 4枚組 16時間 ～マドンナが誇る超人気専属、全32本番SPECIAL～                                     | JUSD-897 |           | マドンナ | 単体ベスト |
| 10月7日 | 人妻秘書、汗と接吻に満ちた社長室中出し性交                                                                               | JUL-331  | 9JUL-331  | マドンナ |            |
| 11月7日 | 今夜、僕は童貞を捨てられるかもしれない-。                                                                                | JUL-363  |           | マドンナ |            |
| 12月7日 | 職場の隅にいる地味な人妻と、僕はゴム無し不倫をしている―。                                                                | JUL-393  |           | マドンナ |            |

| 発売日   | タイトル | 規格品番 | 規格品番 | メーカー   | 備考 |
| 発売日   | タイトル | DVD      | BD       | メーカー   | 備考 |
| -------- | --- | -------- | -------- | ---------- | ---- |
| 1月7日   | 下着モデルNTR カメラマンの男に中出しされた妻の衝撃的浮気映像                                                                    | JUL-428  |          | マドンナ   |      |
| 2月7日   | 帰郷した僕を惑わす汗だく義姉の中出し妊活性交                                                                                    | JUL-463  |          | マドンナ   |      |
| 3月7日   | マドンナ専属 水戸かな レズ解禁!! 出張先のビジネスホテルで相部屋になった可愛い後輩は、 まさかまさかのレズビアン。水戸かな 向井藍 | JUL-489  |          | マドンナ   |      |
| 4月7日   | 人妻オフィスレディの絶対領域 貞淑妻を襲う、部長の言いなり社内羞恥―。                                                            | JUL-526  |          | マドンナ   |      |
| 5月7日   | 外回り中に突然の大雨―。 ビジネスホテルと間違えて、雨宿り先はラブホテル…。                                                       | JUL-561  |          | マドンナ   |      |
| 6月7日   | 抱かれたくない男に死にたくなるほどイカされて…                                                                                   | JUL-602  |          | マドンナ   |      |
| 6月13日  | 溜池ゴロー15周年YEARコラボ第5弾 私、実は夫の上司に犯され続けてます…                                                             | MEYD-678 |          | 溜池ゴロー |      |
| 7月7日   | 汗ほとばしる人妻の圧倒的な腰振りで、 僕は一度も腰を動かさずに中出ししてしまった。                                               | JUL-633  |          | マドンナ   |      |
| 8月7日   | 夫の上司に飾られた 人妻ボディアクセサリー                                                                                       | JUL-669  |          | マドンナ   |      |
| 10月12日 | 甘い囁きに流されるまま、僕は大学を留年するまで、 人妻との巣篭もりSEXに溺れて…。                                                 | JUL-731  |          | マドンナ   |      |
| 11月9日  | 息子の友達の制御不能な絶倫交尾でイカされ続けて…                                                                                 | JUL-766  |          | マドンナ   |      |
| 12月14日 | あんなに窮屈だった妻のアソコが、日に日に拡がっている…。                                                                         | JUL-795  |          | マドンナ   |      |

| 発売日   | タイトル | 規格品番 | 規格品番  | メーカー | 備考       |
| 発売日   | タイトル | DVD      | BD        | メーカー | 備考       |
| -------- | --- | -------- | --------- | -------- | ---------- |
| 1月11日  | 母をイジメっ子の同級生にNTRれたいじめられっ子の僕 | JUL-825  |           | マドンナ |            |
| 2月8日   | 妻の妊娠中、オナニーすらも禁じられた僕は 上京してきた義母・かなさんに何度も種付けSEXを してしまった…。 | JUL-860  |           | マドンナ |            |
| 2月22日  | 水戸かな マドンナ専属3rd BEST 4枚組16時間 ～人妻・熟女界のエースが贈る、背徳33本番SPECIAL～ | JUSD-964 | 9JUSD-964 | マドンナ | 単体ベスト |
| 3月22日  | Madonnaが誇る人気スレンダー専属 豪華ハーレム初共演!! 「アナタの家、泊めてくれる?これ、上司命令よ?」 終電逃した女上司2人がボクの家に泊まりに来て… 淫らなギャップに翻弄されるまま一晩中、 全身を犯され続けたボク。 水戸かな 小松杏 | JUL-902  | 9JUL-902  | マドンナ |            |
| 4月12日  | 日々、開発される美人妻の乳首イキ 夫は知らない、乳頭調教された私の肉体―。水戸かな | JUL-918  |           | マドンナ |            |
| 5月10日  | 人間不信NTR 愛する妻と幸せな結婚生活10年がすべて 嘘だと知った日 水戸かな | JUL-955  |           | マドンナ |            |
| 7月12日  | 青春の半年間、僕は人妻の素肌に焦らされ続けて…。水戸かな | JUQ-019  |           | マドンナ |            |
| 8月9日   | 愛する夫の為に、身代わり週末肉便器。 超絶倫極悪オヤジに、孕むまで何度も中出しされ続けて…。水戸かな | JUQ-051  |           | マドンナ |            |
| 9月13日  | 僕を女手一つで育ててくれた、最愛の義母が 最低な友人に寝取られて… 水戸かな | JUL-985  |           | マドンナ |            |
| 12月13日 | 取引先の傲慢社長に中出しされ続けた出張接待。 専属美女、イイ女のスーツ『美』―。 水戸かな | JUQ-175  |           | マドンナ |            |

| 発売日   | タイトル | 規格品番 | 規格品番  | メーカー | 備考       |
| 発売日   | タイトル | DVD      | BD        | メーカー | 備考       |
| -------- | --- | -------- | --------- | -------- | ---------- |
| 1月10日  | ヌードモデルNTR カメラマンと羞恥に溺れた妻の衝撃的浮気映像 水戸かな                                                             | JUQ-192  |           | マドンナ |            |
| 2月28日  | マドンナ × 痴女特化 その名も『アチージョ』爆誕!! 時には勝手に痴女りたい…。Madonna専属 究極美熟女 『水戸かな』お貸しします―。    | ACHJ-003 | 9ACHJ-003 | マドンナ |            |
| 3月28日  | いつでも、どこでも、何度でも… 僕の新婚生活が崩壊するまで隣人に中出し搾精されて…。水戸かな                                       | JUQ-210  |           | マドンナ |            |
| 4月25日  | 義姉にロングスカートの中で、こっそり密着搾精されて…。 薄布1枚越しの即ハメ不倫SEX 水戸かな                                       | JUQ-214  |           | マドンナ |            |
| 5月23日  | 息子の友人ともう5年間、セフレ関係を続けています―。 年下の子と不埒な火遊び…中出し情事に溺れる私。水戸かな                        | JUQ-234  |           | マドンナ |            |
| 6月27日  | 合鍵をもらった人妻が、男子学生が卒業するまで 中出しされた一人暮らし部屋。 水戸かな                                              | JUQ-256  |           | マドンナ |            |
| 7月25日  | あの人気シリーズが復活!! 専属・水戸かなが 妖艶に舞い踊る!!ストリップ劇場で舞う人妻                                              | JUQ-290  | 9JUQ-290  | マドンナ |            |
| 8月8日   | こんにちは水戸です。私の総集編見ていかないですか? 4枚組16時間 Madonna専属BEST 水戸かな                                          | JUMS-031 |           | マドンナ | 単体ベスト |
| 8月22日  | 愛を確かめたくて妻と絶倫の後輩を2人きりにして3時間… 抜かずの追撃中出し計16発で妻を奪われた僕のNTR話 水戸かな                    | JUQ-392  |           | マドンナ |            |
| 9月26日  | 水戸かな式 早漏改善プロジェクト Madonna専属イイオンナが、貴方の早漏チ〇ポを強化します―。                                        | ACHJ-020 |           | マドンナ |            |
| 10月24日 | 30歳になっても童貞の義弟に同情して一生の願いを受け挿れたら、 相性抜群過ぎて何度もおかわり中出しSEXを求めてしまった私。 水戸かな | JUQ-388  |           | マドンナ |            |
| 11月28日 | 夫の身代わりになった高慢女上司、恥辱のクレーム対応―。 悪質男に固定バイブを強制されて謝罪と絶頂を繰り返す人妻―。 水戸かな        | JUQ-417  |           | マドンナ |            |
| 12月26日 | 出張ペアエステNTR 薄布1枚隔てた向こう側、淫猥な施術で絶頂させられた妻 水戸かな                                                  | JUQ-453  |           | マドンナ |            |
| 12月26日 | 世界一豪華な記念作!! マドンナ20周年記念 湯煙舞う中出し無制限史上初ALL専属バスツアー!! 前編 4時間OVER 2枚組!!                    | JUQ-510  | 9JUQ-510  | マドンナ |            |

| 発売日   | タイトル | 規格品番 | 規格品番 | メーカー | 備考 |
| 発売日   | タイトル | DVD      | BD       | メーカー | 備考 |
| -------- | --- | -------- | -------- | -------- | ---- |
| 1月30日  | 泡を纏う透き通った美肌、最高峰の美熟女がソーププレイで魅せる!! 身も心も相性抜群の2人―。”想い”と”唇”が重なる濃密接吻ソープ 水戸かな                                          | JUQ-489  | 9JUQ-489 | マドンナ |      |
| 1月30日  | 世界一豪華な記念作!! マドンナ20周年記念 感動と絶頂のフィナーレ 湯煙舞う中出し無制限史上初ALL専属バスツアー!! 後編 ～大競”宴”はまだまだ終わらない!! 中出し無制限の大乱交!!～ | JUQ-511  | 9JUQ-511 | マドンナ |      |
| 2月27日  | 主人がシてくれないから―。 私は、女性用風俗に堕ちていく…。 水戸かな | JUQ-542  |          | マドンナ |      |
| 3月26日  | 僕のわがままを全て受け入れてくれる、 人妻ヘルパーかなさんの密着中出し看護 水戸かな                                                                                          | JUQ-549  |          | マドンナ |      |
| 4月1日   | 魔性の微笑みと透けパン美尻で僕を誘惑する義姉に 理性が崩壊してハメまくった帰省中の7日間 水戸かな                                                                             | PFES-067 |          | マドンナ |      |
| 5月28日  | 女上司、歪んだ刺激と躾に溺れるSM不倫性交。 昼休みはダメな部下に躾けられて…。 専属美女の『苦しみ』という快楽を解放―。 水戸かな                                               | JUQ-638  | 9JUQ-638 | マドンナ |      |
| 6月25日  | ママ友に誘われたマッチングアプリで、 “推しの年下”を一緒に甘く飼い慣らす。 水戸かな 紺野ひかる                                                                               | JUQ-717  |          | マドンナ |      |
| 7月23日  | ハプニングバー人妻NTR 「あなたのためよ…」と言っていた妻が いつしか群がる男たちに夢中になっていた。 水戸かな                                                                 | JUQ-783  | 9JUQ-783 | マドンナ |      |
| 8月27日  | 娘が連れてきた婚約者はかつての恋人だった。 忘れられない中出し不貞の歓びに私は再び堕ちて― 水戸かな                                                                           | JUQ-777  |          | マドンナ |      |
| 9月24日  | 都会の喧騒を離れた旅先で偶然出会った人妻・かなさんと… ゆきずりの中出し温泉交尾 水戸かな                                                                                     | JUQ-839  |          | マドンナ |      |
| 10月8日  | Madonna航空、専属イイオンナ豪華大共演―。黒艶パンスト人妻CA物語 ～新人男子CAを大人の色気と美脚タイツで搾精指導～ 小野りんか 水戸かな 武藤あやか 広瀬ゆり                     | JUQ-900  | 9JUQ-900 | マドンナ |      |
| 11月26日 | スイートルームNTR 妻から送られてきた疑惑の写真 水戸かな | JUQ-913  |          | マドンナ |      |
| 12月24日 | 背徳の寝取らせシアタールーム 低俗男たちの醜い肉棒で汚された貞淑妻ー。 水戸かな                                                                                              | JUQ-979  |          | マドンナ |      |

| 発売日  | タイトル | 規格品番 | 規格品番 | メーカー | 備考       |
| 発売日  | タイトル | DVD      | BD       | メーカー | 備考       |
| ------- | --- | -------- | -------- | -------- | ---------- |
| 1月28日 | 7周年記念 素人ファン感謝祭 水戸かな | ACHJ-056 |          | マドンナ |            |
| 2月25日 | リゾートプールNTR 専属イイ女×大人のビキニ… 背徳感と開放感が交錯するNTRドラマ―。 水戸かな                                                        | JUR-151  |          | マドンナ |            |
| 2月25日 | マドンナALL専属バスツアー2025 極上の美女を1人占めするのは僕だ!! 夢のハーレムを掴み取れ!! 総勢37名の大乱交SPECIAL!! 前編                         | JUR-031  | 9JUR-031 | マドンナ |            |
| 3月11日 | 水戸かなの”どまんなか” 浴びるが如く、水戸かなを摂取するBEST                                                                                     | JUMS-115 |          | マドンナ | 単体ベスト |
| 3月25日 | 不倫した【妻・かな】とその【相手・美咲】にチ×ポを捻じ込んで 子宮で理解らせてやった。 水戸かな 美咲かんな                                        | JUR-208  |          | マドンナ |            |
| 3月25日 | マドンナALL専属バスツアー2025 ハーレムを掴み取った男たちが極上の美女を独占!! 酒池肉林のお祭りはまだまだ続く!! 夢の大共演＆大乱交FESTIVAL!! 後編 | JUR-032  | 9JUR-032 | マドンナ |            |
| 4月22日 | 指輪を外している時は独身と嘘をつき不倫をしています。親愛なる旦那様へ、ごめんなさい。 水戸かな                                                   | JUR-239  |          | マドンナ |            |
| 5月27日 | 俺の肉便器人妻、お貸しします。 10発中出しするまで帰れない、言いなり極悪成金オヤジ宅訪問。 水戸かな                                              | JUR-299  |          | マドンナ |            |
| 6月24日 | 高級クラブの人妻、太客の汗と体液にまみれた、閉店後中出し枕営業―。 水戸かな                                                                      | JUR-316  |          | マドンナ |            |
| 7月22日 | 吹き出る汗、吹き飛ぶ理性―。 宙に浮くほどイキ飛び跳ねる、真夏の大痙攣エビ反り不倫SEX。 水戸かな                                                  | JUR-357  |          | マドンナ |            |

### アダルトVR
| 発売日   | タイトル | 品番     | メーカー | 備考   |
| 2019年   | 2019年 | 2019年   | 2019年   | 2019年 |
| -------- | --- | -------- | -------- | ------ |
| 4月5日   | 水戸かな初VR!! 姉さん女房かなさんと イチャイチャラブラブの新婚初夜VR | JUVR-010 | マドンナ |        |
| 11月29日 | デビュー2周年記念 僕の可愛い奥さん 水戸かなと行くイチャラブ温泉旅行VR | JUVR-031 | マドンナ |        |
| 2021年   | |          |          |        |
| 5月21日  | 「妹には悪いけど、全部もらうね (笑)」 一ヶ月間禁欲してる僕の精子を横取りする義姉・かなさんと 相性抜群の中出し搾精不倫セックス                                                               | JUVR-106 | マドンナ |        |
| 7月16日  | すぐ傍に妻がいるのに… 完全女性上位で迫ってくる 人妻ランジェリー販売員の誘惑に負けた僕VR | JUVR-114 | マドンナ |        |
| 8月31日  | 一ヶ月ぶりの密会― 上司の奥さんと燃え上がるような濃密不倫性交 ほぼノーカット【新基準】ハメ撮りVR                                                                                             | JUVR-120 | マドンナ |        |
| 10月7日  | マドンナ人気シリーズをVRで再現!! 卒業式の後に… 大人になった君へ義母からの贈り物-。 | JUVR-125 | マドンナ |        |
| 2024年   | |          |          |        |
| 2月9日   | 超高画質8KVR 水戸かなの美麗な肉体をより美しく!! より鮮明に表現!! 妻の友人が働くマッサージ店に行ってみたら 連続射精でチ〇ポがバカになるまでヌイてくれる 超優良な人妻奉仕メンズエステだった!! | JUVR-183 | マドンナ |        |
| 2025年   | |          |          |        |
| 1月17日  | 水戸かな デビュー7周年記念 「今日は私が好きに動くからね」 水戸かなと2人きりの濃密な時間を過ごす 筋書きのないSEXをしてみませんか? 本気の美熟女に永遠に捕食され続ける僕                       | JUVR-212 | マドンナ |        |

### アダルト配信
| 発売日  | タイトル                                                                           | 規格品番   | メーカー | 備考   |
| 2021年  | 2021年                                                                             | 2021年     | 2021年   | 2021年 |
| ------- | ---------------------------------------------------------------------------------- | ---------- | -------- | ------ |
| 12月7日 | 配信限定 ハメ撮り MADOOOON!!!! 水戸かな マドンナ専属女優の『リアル』解禁。         | MDON-00004 | マドンナ |        |
| 2023年  |                                                                                    |            |          |        |
| 12月5日 | 配信限定 ハメ撮り MADOOOON!!!! SEASON2 水戸かな マドンナ専属女優の『リアル』解禁。 | MDON0-42   | マドンナ |        |

### イメージDVD / BD
| 発売日   | タイトル                | 規格品番 | 規格品番 | メーカー             | 備考   |
| 発売日   | タイトル                | DVD      | BD       | メーカー             | 備考   |
| 2018年   | 2018年                  | 2018年   | 2018年   | 2018年               | 2018年 |
| -------- | ----------------------- | -------- | -------- | -------------------- | ------ |
| 6月25日  | ALL NUDE 水戸かな       | OAE-152  |          | Aircontrol           |        |
| 2021年   |                         |          |          |                      |        |
| 1月22日  | Natural Beauty 水戸かな | SS-013   | SS-013B  | ファインピクチャーズ |        |
| 2022年   |                         |          |          |                      |        |
| 12月16日 | Clarity 水戸かな        | SS-074   | SS-074B  | ファインピクチャーズ |        |
| 2024年   |                         |          |          |                      |        |
| 1月19日  | etoile 水戸かな         | SS-100   | SS-100B  | ファインピクチャーズ |        |

### 写真集
- 水戸かな1st写真集『逢瀬』（2018年8月18日、ジーオーティー、撮影：西條彰仁）ISBN 978-4-8148-0106-0 [14]

### デジタル写真集
- 花を愛でる人（2019年10月28日、小学館、撮影：西田幸樹）[15]
- Natural Beauty（2021年1月25日、ファインピクチャーズ）
- 水戸かなヘアヌード写真集「ふしだら」 週刊大衆デジタル写真集NUDE : 27（2023年11月13日、双葉社、撮影：吉田裕之）[16]

## 出演

### 映画
- りりかの星（2024年6月15日公開、ぴんくりんく、）- りりか　役

### オリジナルビデオ
- 農家に嫁いだ女 禁断の収穫（2020年3月4日、ハピネット・ピクチャーズ）- 亜衣 役

### ネット配信
- 水戸かなの若妻♡水戸内庁（2018年9月27日 - 、Bambi Group公式ちゃんねる♪/ニコニコ動画）※月1生放送
- mitokananoheya（2020年3月28日- 、YouTube）※LIVE配信中心のYouTubeチャンネル。

### 雑誌
- 月刊DMM 2018年1月号（ジーオーティー） - インタビュー
- 週刊ポスト 2018年2月2日号（小学館） - グラビア「なをん。」 ※「かな」名義
- 週刊ポスト 2018年2月9日号（小学館） - グラビア「なをん。」 ※「かな」名義
- 週刊ポスト 2018年3月2日号（小学館） - グラビア「なをん。」 ※「かな」名義
- 週刊実話 2018年7月26日号（日本ジャーナル出版） - グラビア「艶めき三十路妻」
- 週刊ポスト 2019年7月5日号（2019年6月24日、小学館）- グラビア「真昼の情事」
- 週刊アサヒ芸能 2019年7月18日号（徳間書店） -  グラビア「熟女って綺麗なだけじゃダメかしら?」
- 週刊アサヒ芸能 2019年9月12日号（徳間書店） -  グラビア
- 月刊FANZA 2020年2月号（ジーオーティー）- 北条麻妃、妃ひかりとの共同インタビュー
- 週刊実話 2021年8月12日号（日本ジャーナル出版） - 袋とじ「36歳の熟れた肉体」
- 週刊アサヒ芸能 2021年8月26日号（徳間書店） - インタビュー「AV SEXY放談 熟女の花園」